# Anne Geddes
Anne Geddes, née le 15 septembre 1956 dans le Queensland, en Australie, est une photographe australienne. Elle est spécialisée dans les photographies de nouveau-nés. Elle vit et travaille en Nouvelle-Zélande.

## Biographie
Ses livres se sont vendus à près de 15 millions d'exemplaires dans le monde. Elle est particulièrement célèbre en Europe et aux États-Unis.
Il y a une collection en vente au Canada, qui sont des livres remplis de pensées et de photographies, par exemple : Thoughts with Love for Mothers.
Ses photos se trouvent sur nombre de faire-part, cartes postales, papiers à lettre, fonds d'écran et couvertures d'albums de photos.
De plus, elle vend du linge imprimé de ses photographies ainsi que des cintres et des sacs pour transporter les couches.
En janvier 2004 et juin 2005, La Poste française a utilisé ses photographies pour illustrer quatre timbres-poste semi-permanents d'annonce de naissance « C'est une fille » et « C'est un garçon ».
Elle a travaillé en collaboration avec Céline Dion pour le projet Miracle en 2004. Elle se disait même nerveuse à propos de cet évènement : « Le premier jour, je ne pouvais m'empêcher de penser « c'est une adulte », et prendre des photos d'adulte ou créer des vêtements pour eux n'est pas vraiment conforme à mes habitudes de travail. »[réf. nécessaire]

## Autre
La New Zealand Mint a sorti une série de pièces en argent représentant certains de ses clichés.